# Godło Kurdystanu

Godło Kurdyjskiego Regionu Autonomicznego

Godło Kurdystanu (Kurdyjskiego Regionu Autonomicznego) – godło Kurdyjskiego Regionu Autonomicznego stanowi wizerunek orła, trzymającego słońce w swoich wzniesionych do góry skrzydłach. Słońce składa się z trzech kolorów – czerwonego, żółtego oraz zielonego, stanowiących nawiązanie do flagi Kurdystanu.
W późniejszej wersji godła dodano nazwę „Kurdyjski Region Autonomiczny”, zapisaną w trzech językach (od góry): kurdyjskim, arabskim oraz angielskim.

Pierwotna wersja godła Kurdystanu

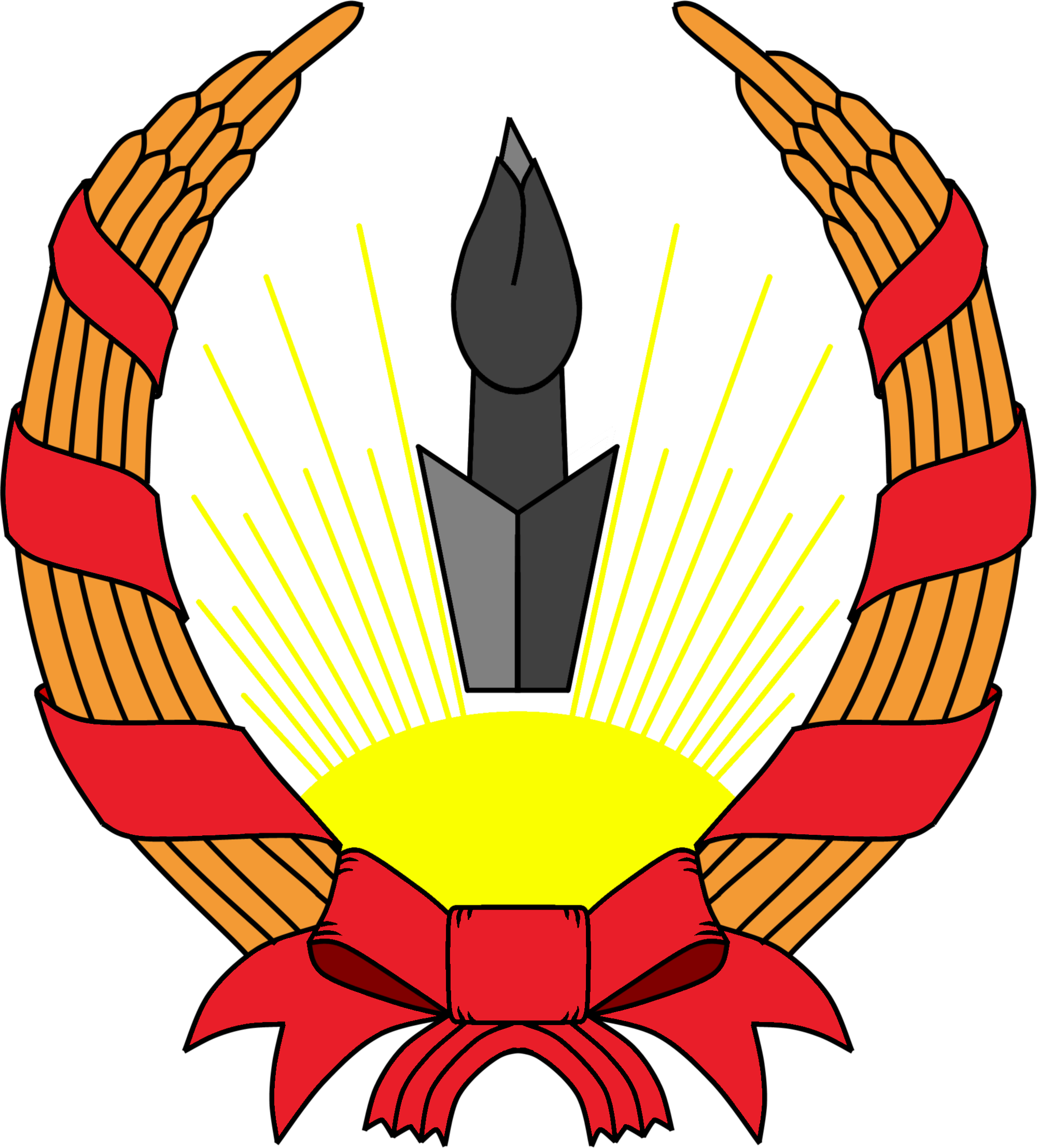
Godło Republiki Mahabadzkiej

## Pochodzenie i znaczenie godła
Godło Kurdystanu składa się z połączenia współczesnych oraz historycznych symboli: orzeł był symbolem starożytnego imperium Medów, w którym słońce było używane jako symbol reprezentujący północną Mezopotamię (współczesne tereny Kurdystanu).
Symbolika orła występowała również we fladze Saladyna – wodza i polityka muzułmańskiego pochodzenia kurdyjskiego. Orzeł jest współcześnie także elementem flagi oraz godła Egiptu.
Szarfa trzymana przez orła z literami „KRG” stanowi zapożyczenie z bardziej współczesnych tendencji zachodnioeuropejskiej heraldyki.
Ważną dla odczytania symboliki godła jest liczba 4 – każde ze skrzydeł orła składa się z 4 piór, 4 pióra sterówek, po 4 czerwone oraz zielone elementy, składające się na trzymane przez orła słońce. Liczba 4 ma podwójną symbolikę – tereny Kurdystanu podzielone są na 4 państwa (Turcję, Irak, Iran oraz Syrię), a sam Kurdyjski Region Autonomiczny składa się z 4 irackich prowincji (Irbilu, Dahuku, As-Sulejmanijji oraz At-Tamimu).